# Boeing 344
Le Boeing 344 ou XPBB Sea Ranger est un hydravion à coque américain conçu et réalisé durant la Seconde Guerre mondiale pour les besoins de l'US Navy mais finalement jamais entré en service. Il fut le plus gros hydravion bimoteur construit aux États-Unis.

## Historique

### Développement industriel
En janvier 1942 soit juste après l'attaque de Pearl Harbor et l'entrée en guerre des États-Unis qui en découla l'US Navy fit savoir qu'elle recherchait un nouvel hydravion de patrouille maritime et de bombardement susceptible d'opérer dans le Pacifique. En effet à l'époque ces missions reposaient sur des machines bien plus conçues pour la reconnaissance aérienne que véritablement pour le combat, à l'image des Consolidated PBY Catalina et des Martin PBM Mariner. Elle contacta alors plusieurs avionneurs différents : Boeing, Consolidated, et Martin.
Si le cahier des charges ne prévoyait pas le nombre de propulseurs, il obligeait les constructeurs à avoir recours à des moteurs en étoile Pratt & Whitney R-2800 ou Wright R-3350. Si Boeing proposait un bimoteur, les deux autres constructeurs se tournèrent vers des quadrimoteurs. Ces machines furent respectivement désignés XPBB, XPB3Y, et XPB2M. 
Au XPBB Boeing donna la désignation de Model 344. La fabrication de ce premier prototype fut relativement rapide, puisqu'il réalisa son premier vol le 9 juillet 1942 depuis un plan d'eau artificiel installé à Boeing Field dans l'État de Washington. L'appareil démontra rapidement de bonnes capacités et son armement était tout bonnement impressionnant pour l'époque. Ses huit mitrailleuses mobiles de calibre 12,7 mm installées en tourelles blindées à l'avant, au milieu, et en queue de l'appareil lui octroyaient une puissance de feu inédite pour un hydravion à coque américain. 

### Essais en vol

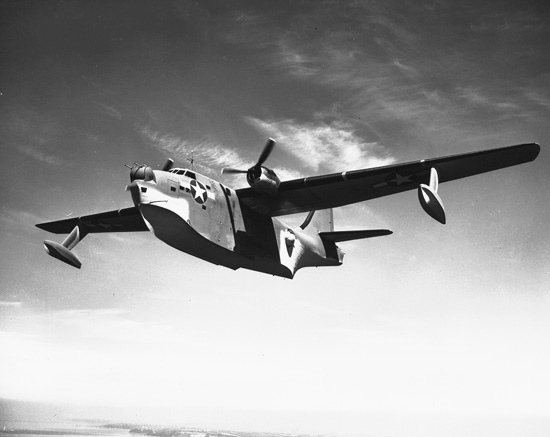
Boeing XPBB en vol en 1943.

Les officiels américains furent si impressionnés qu'ils firent immédiatement cesser les recherches par Consolidated, tandis que l'hydravion de Martin poursuivait lui son développement. La marine américaine s'orientait alors vers ces deux machines très différentes. Le concept de Martin devait déboucher sur le futur Martin PB2M Mars, un appareil à la longévité très particulière. 
Le XPBB fut soumis à une batterie de tests et d'essais en vol par les ingénieurs de l'US Navy. Son rayon d'action lui autorisait des patrouilles loin derrière les lignes ennemies, notamment dans le cadre de la guerre du Pacifique, face aux avions de chasse japonais. Ses neuf tonnes de bombes en faisaient en outre un redoutable bombardier à même de frapper le territoire ennemi. Il représentait donc un avion extrêmement intéressant pour une US Navy sans cesse en conflit idéologique avec les United States Army Air Forces.
En décembre 1942, l'US Army Air Force fit en sorte que le programme soit abandonné, malgré une commande ferme pour 57 exemplaires désignés PBB-1 réalisée quelques semaines auparavant par l'US Navy. En effet l'aviation américaine argua que le développement du PBB ralentissait considérablement les travaux relatifs au bombardier stratégique B-29 Superfortress alors très attendu par les unités de bombardement. Le contrat fut officiellement résilié en février 1943. Finalement l'US Navy se reporta sur le Consolidated PB4Y Privateer, un avion de patrouille maritime dérivé du bombardier lourd B-24 Liberator.

### Au service des essais en vol
Cela ne sonna pas pour autant le glas du XPBB qui continua de voler pour l'US Navy jusqu'en octobre 1943 comme appareil de soutien aux essais en vol. Il participa ainsi au développement de plusieurs appareils comme le Grumman TBF-1P. Par la suite il fut immobilisé et finalement officiellement retiré du service en 1947.

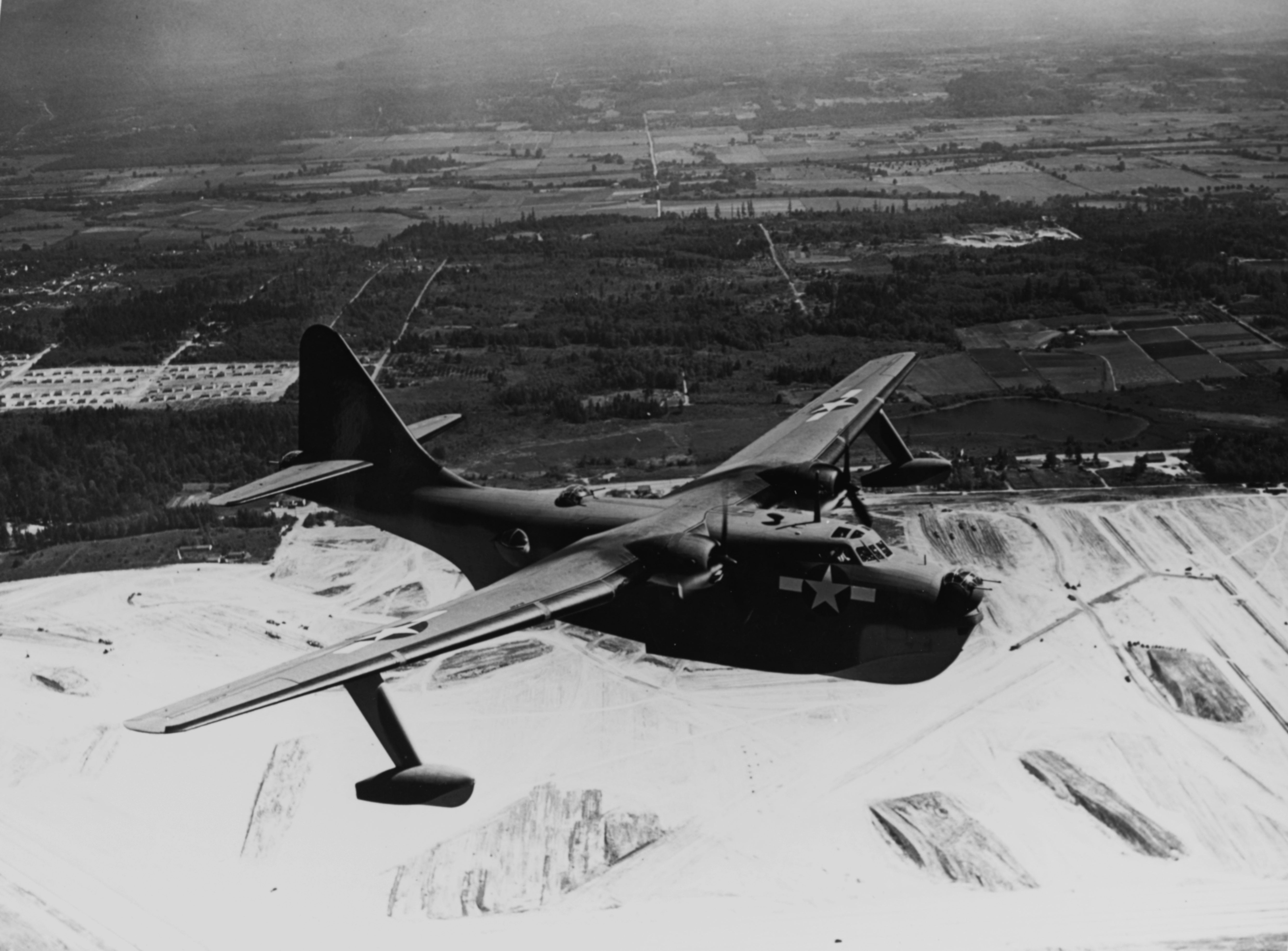
Boeing XPBB-1 Sea Ranger en vol en 1943

## Aspects techniques

### Description
Le Boeing 344 se présente sous la forme d'un hydravion à coque monoplan à aile haute cantilever disposant de deux flotteurs de stabilisation installés sous l'intrados de voilure. La voilure qui portait également les deux moteurs en étoile Wright R-3350-8 Duplex-Cyclone d'une puissance unitaire de 2 300 chevaux entraînant chacun une hélice métallique tripale. L'assemblage de l'hydravion était réalisé en métal avec des parties en contreplaqué. Il disposait de réservoirs auto-obturants. Une innovation qui le mettait à l'abri d'incendies en cas d'attaque par la chasse ennemie. Les mitrailleuses étaient installées dans des tourelles blindées placées sous l'empennage, au-dessus de l'extrados de fuselage et dans le nez de l'appareil. Cet hydravion possédait également une soute à bombes à même d'emporter et de larguer les 9 100 kg de bombes de sa charge offensive.

### Désignations
- Boeing 344 ou Boeing Model 344 : Désignation attribuée par le constructeur.
- Boeing XPBB : Désignation attribuée par l'US Navy au premier prototype.
- Boeing PBB-1 : Désignation attribuée[3] par l'US Navy à la première série de 57 machines, finalement abandonnée, à la résiliation du contrat.

## Divers
S'il fut officiellement baptisé Sea Ranger (le « ranger des mers » en français) l'avion fut affublé du sobriquet de Lone Ranger (le ranger solitaire) par les équipes de l'US Navy et de Boeing.